# UP Aerospace
UP Aerospace – amerykańskie przedsiębiorstwo astronautyczne. Jako pierwsze na świecie zaoferowało komercyjne loty suborbitalne (balistyczne), w których ładunek leci w kosmos, poza linię Kármána, i bezpiecznie wraca na ziemię. Oferta oparta na własnych rakietach sondażowych SpaceLoft i SpaceLoft XL skierowana jest do firm, wojska i placówek edukacyjnych.
Centrum biznesowe i inżynierskie firmy znajduje się w Highlands Ranch w stanie Kolorado.
Rakieta SpaceLoft XL, 28 kwietnia 2007, była pierwszą jaka wystartowała z komercyjnego kosmodromu Spaceport America.